# 先鋒区域
先鋒区域（ソンボンくいき）は、朝鮮民主主義人民共和国羅先特別市に位置する区域である。かつては雄基郡、先鋒郡、先鋒地区と呼ばれていた。屈浦里には北朝鮮で初めて発見された旧石器時代の遺跡が存在し、史跡70号に指定されている。1945年8月のソ連対日参戦の際にはソ連軍が侵攻し、光復節の前に解放された。朝鮮半島で最初に解放された地域であることが郡名の由来である。

## 地理
朝鮮民主主義人民共和国領内の北東端に位置し、中華人民共和国とロシア連邦に接している。柳峴徳山や火台山が存在するほか、 豆満江が国境を形成している。西藩浦、東藩浦、満浦、黒池などの湖沼が存在し、面積の約70%が森林である。

## 行政区域
10洞6里を管轄している。
- 上峴洞（상현동、サンピョンドン）
- 中峴洞（중현동、チュンピョンドン）
- 下峴洞（하현동、ハピョンドン）
- 松坪洞（송평동、ソンピョンドン）
- 豆満江洞（두만강동、トゥマンガンドン）
- 雄尚洞（웅상동、ウンサンドン）
- 牛岩洞（우암동、ウアムドン）
- 白鶴洞（백학동、ペカンドン）
- 元汀洞（원정동、ウォンジョンドン）
- 下汝坪洞（하여평동、ハヨピョンドン）
- 屈浦里（굴포리、クルポリ）
- 鮒浦里（부포리、プポリ）
- 四会里（사회리、サフェリ）
- 造山里（조산리、チョサンニ）
- 下桧里（하회리、ハフェリ）
- 洪儀里（홍의리、ホンイリ）

## 歴史

### 年表
この節の出典
- 1952年12月 - 郡面里統廃合により、咸鏡北道慶興郡雄基面・蘆西面および華方面・慶興面の各一部、羅津郡羅津面の一部地域をもって、雄基郡を設置。雄基郡に以下の邑・里が成立。(1邑14里)
  - 雄基邑・洪儀里・西水羅里・屈浦里・龍水里・四会里・琵琶里・鉄柱里・白山里・赤池里・新会里・寛谷里・雄尚里・鮒浦里・造山里
- 1953年 - 白山里が白鶴里に改称。(1邑14里)
- 1954年 (1邑14里)
  - 龍水里の一部が寛谷里・雄基邑・白鶴里に分割編入。
  - 赤池里の一部が洪儀里に編入。
  - 琵琶里の一部が分立し、新海里が発足。
  - 琵琶里の残部が龍水里に編入。
- 1967年8月 - 雄基郡廃止。
  - 雄基邑・龍水里・鉄柱里・雄尚里・洪儀里・四会里・造山里・鮒浦里・屈浦里・西水羅里・新海里・白鶴里・赤池里・新会里・寛谷里が新設の羅津市に編入。
- 1967年10月 - 咸鏡北道羅津市洪儀里・豆満江労働者区・雄尚里・四会里・造山里・鮒浦里・屈浦里・西水羅里をもって、雄基郡を再設置。(1邑1労働者区6里)
  - 洪儀里が雄基邑に昇格。
- 1967年11月 (1邑1労働者区6里)
  - 雄基邑が洪儀里に降格。
  - 雄尚里が雄基邑に昇格。
- 1968年 - 羅津市上峴洞・中峴洞・下峴洞・松坪洞・白鶴一洞・鉄柱里および白鶴二洞の一部を編入。(1邑1労働者区9里)
  - 雄基邑が雄尚里に降格。
  - 上峴洞・中峴洞・下峴洞・松坪洞および白鶴一洞の一部が合併し、雄基邑が発足。
  - 白鶴二洞および白鶴一洞の残部が合併し、白鶴里が発足。
- 1981年 - 雄基郡が先鋒郡に改称。(1邑2労働者区8里)
  - 雄基邑が先鋒邑に改称。
  - 西水羅里が牛岩里に改称。
  - 雄尚里が雄尚労働者区に昇格。
- 1993年9月 - 羅津-先鋒市の発足に伴い、咸鏡北道先鋒郡が羅津-先鋒市先鋒郡に改編。(1邑2労働者区10里)
  - 鉄柱里が咸鏡北道恩徳郡に編入。
  - 咸鏡北道恩徳郡元汀里・下檜里・下汝坪里を編入。
- 2000年8月 - 羅先直轄市の発足に伴い、先鋒郡が廃止。
  - 豆満江労働者区・洪儀里・雄尚労働者区・四会里・造山里・鮒浦里・屈浦里・牛岩里・先鋒邑・白鶴里・元汀里・下檜里・下汝坪里が羅先直轄市の直接管轄となる。
- 2015年 - 先鋒地区として再分離。
- 2020年11月 - 先鋒区域に改称。

## 産業
水産業と農業が中心である。畜産業も行われている。

## 交通

### 鉄道
- 朝鮮民主主義人民共和国鉄道省
  - 咸北線（青岩 - 羅津）
    - 青鶴駅 - 四会駅 - 洪儀駅 - ムルゴル駅 - 九龍坪駅 - 雄尚駅  - 東先鋒駅 - 先鋒駅

  - 洪儀線（洪儀 - 赤池）
    - 洪儀駅 - 赤池駅

  - 豆満江線（ムルゴル - ロシア・北朝鮮国境）
    - ムルゴル駅 - 赤池駅 - 豆満江駅 - 朝鮮・ロシア友情橋（ - ハサン駅）

  - 勝利線（先鋒 - 勝利）
    - 先鋒駅 - 勝利駅